# ان-استیل سروتونین
ان-استیل سروتونین (به انگلیسی: N-Acetylserotonin) با فرمول شیمیایی C۱۲H۱۴N۲O۲ یک ترکیب شیمیایی با شناسه پاب‌کم ۹۰۳ است. که جرم مولی آن ۲۱۸٫۲۵۲ g/mol می‌باشد. 